# Armando Fragna
Armando Fragna (Torre Annunziata, 2 agosto 1898 – Livorno, 15 agosto 1972) è stato un musicista e compositore italiano.

## Biografia
Ha scritto innumerevoli composizioni, ma viene ricordato soprattutto per le musiche di diversi film di Totò.
Ha al suo attivo la preparazione (orchestrazione e arrangiamenti) di brani musicali che hanno partecipato al Festival di Sanremo (1952-1953).
Sfollato a Viggiù durante la Seconda Guerra Mondiale, omaggiò il corpo di volontari che da fine '800 operava nel paese, componendo la popolare canzone che fu da ispirazione per il film I pompieri di Viggiù.

## Orchestra alla radio
Per circa venti anni diresse una delle tante orchestre che la RAI aveva nelle varie sedi; le altre orchestre erano dirette da Cinico Angelini, Pippo Barzizza, Alberto Semprini, Lelio Luttazzi, Carlo Savina, Gino Conte ed altri ancora. Ognuno di questi complessi aveva anche un gruppo di cantanti, più o meno fissi, che si esibivano in pezzi di successo, ma anche lanciando nuovi motivi.
L'orchestra Fragna poteva contare sulle voci di Clara Jaione, Duo Blengio, Luciano Benevene, Vittoria Mongardi, Giorgio Consolini, Claudio Villa, Quartetto Cetra. La durata dei programmi era di circa trenta minuti.
Tra i suoi motivi più noti I pompieri di Viggiù, Arrivano i nostri, I Cadetti di Guascogna, Qui, sotto il cielo di Capri, Signora Fortuna, La Mazurka della nonna e Signora Illusione.

## Colonne sonore
- La canzone dell'amore, regia di Gennaro Righelli (1930)
- La maestrina, regia di Guido Brignone (1933)
- Oggi sposi, regia di Guido Brignone (1934)
- Quei due, regia di Gennaro Righelli (1935)
- Lo smemorato, regia di Gennaro Righelli (1936)
- La gondola delle chimere, regia di Augusto Genina (1936)
- Ballo al castello, regia di Max Neufeld (1939)
- Fortuna, regia di Max Neufeld (1940)
- Amiamoci così, regia di Giorgio Simonelli (1940)
- Taverna rossa, regia di Max Neufeld (1940)
- San Giovanni decollato, regia di Amleto Palermi (1940)
- I pompieri di Viggiù, regia di Mario Mattoli (1949)
- Io sono il Capataz, regia di Giorgio Simonelli (1950)
- Il conte di Sant'Elmo, regia di Guido Brignone (1950)
- Tototarzan, regia di Mario Mattoli (1950)
- La paura fa 90, regia di Giorgio Simonelli (1951)
- Vendetta... sarda, regia di Mario Mattoli (1951)
- Il padrone del vapore, regia di Mario Mattoli (1951)
- Arrivano i nostri, regia di Mario Mattoli (1951)
- I cadetti di Guascogna, regia di Mario Mattoli (1951)
- Core 'ngrato, regia di Guido Brignone (1951)
- Totò sceicco, regia di Mario Mattoli (1951)
- Accidenti alle tasse!!, regia di Mario Mattoli (1951)
- Totò terzo uomo, regia di Mario Mattoli (1951)
- È arrivato l'accordatore, regia di Duilio Coletti (1952)
- Inganno, regia di Guido Brignone (1952)
- Ivan, il figlio del diavolo bianco, regia di Guido Brignone (1953)
- Se vincessi cento milioni, regia di Carlo Campogalliani e Carlo Moscovini (1953)
- Papà Pacifico, regia di Guido Brignone (1954)

## Programmi radio RAI
- Dieci canzoni da lanciare , con le orchestre Armando Fragna, Carlo Savina, Lelio Luttazzi i cantanti Paolo Bacilieri, Bruno Rosettani, Quartetto Gaio, Vittoria Mongardi, Emilio Pericoli, Nella Colombo, Giorgio Consolini, Gianni Ravera, Luciano Benevene, Jula de Palma, le domeniche alle ore 21, secondo programma 1954.